# 埃德温·菲舍尔

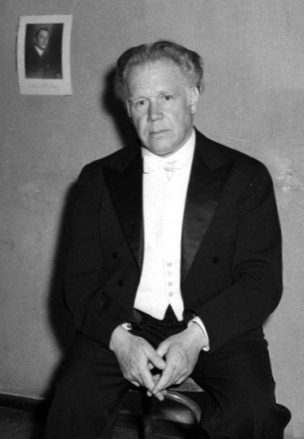
1946年的艾德温·菲舍尔

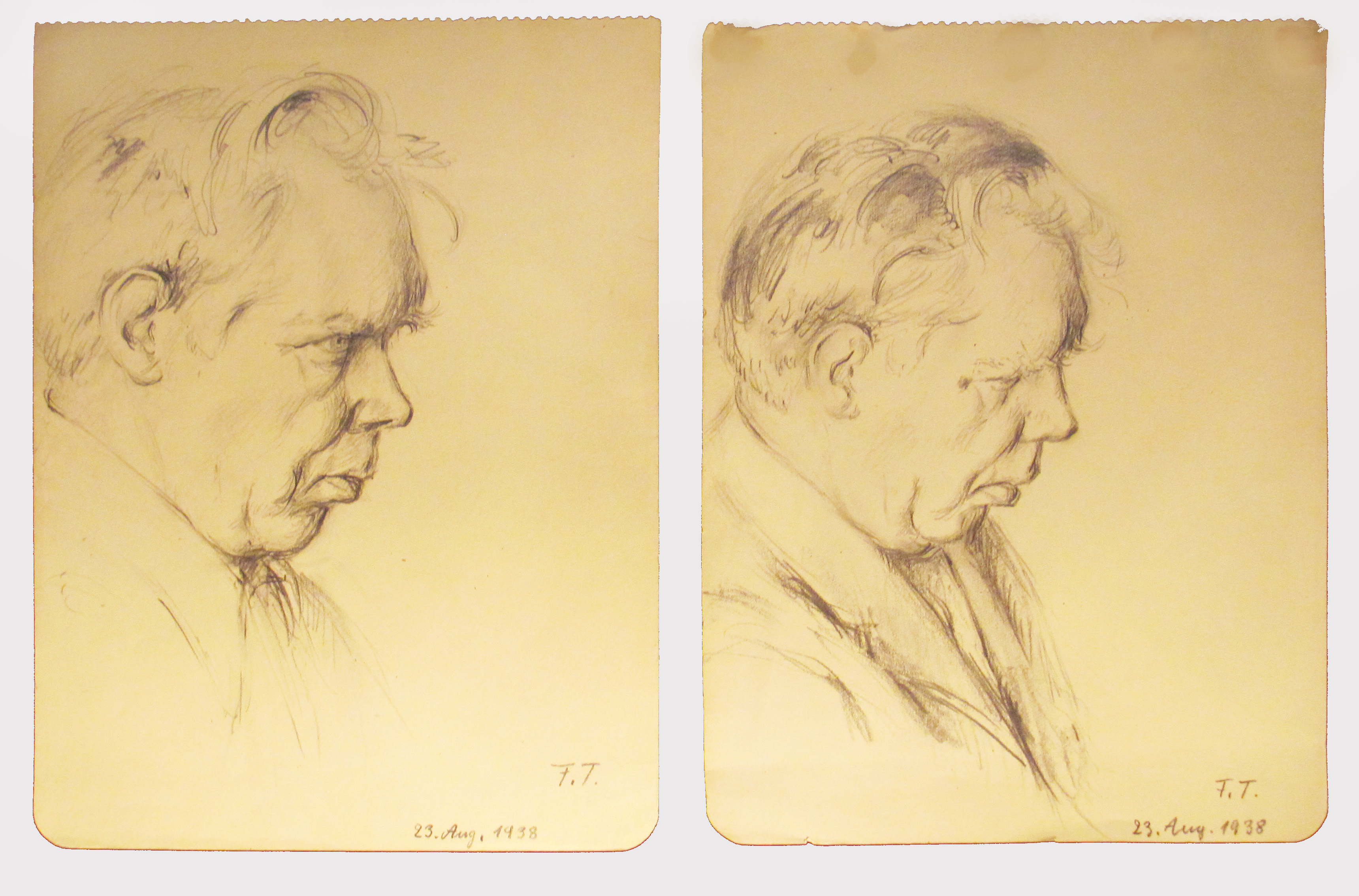
Fritz Tennigkeit 所繪的埃德温·菲舍尔素描像

埃德温·菲舍尔（德語：Edwin Fischer，1886年10月6日—1960年1月24日），瑞士鋼琴家，是20世紀前半最知名的鋼琴家之一。

## 生平
1886年，菲舍尔出生於瑞士巴塞爾。在1904年以後，菲舍尔主要活躍於柏林，他同時具有多個身分：獨奏者、室內樂演奏者、指揮者、以及教育者。1942年，菲舍尔回到瑞士。戰後，菲舍尔再次活躍於薩爾斯堡等地。1955年因健康問題退休。

## 評價
菲舍尔的演奏被認為能展現音樂的人性與靈魂。菲舍尔的學生布蘭德爾認為菲舍尔與聽眾交流時，他的靈魂與聽眾是毫無隔閡的。阿勞在接受訪問時提及：「我一開始就很仰慕菲舍尔。你知道的，他技巧不怎麼樣，但你也不會在意。這一派鋼琴家只把技巧當作是為了達成音樂目標而存在。」

## 作品節選

### 商業錄音
- (CD). 20世紀偉大鋼琴家（英语：Great Pianists of the 20th Century） 25. Philips Classics. 1999. 456 766-2.
- (CD). 20世紀偉大鋼琴家 26. Philips Classics. 1999. 456 769-2.
- (CD). ICON. EMI Records Ltd. 2010. Barcode 5099962949927.

## 外部連結
- 埃德温·菲舍尔的Discogs页面（英文）